# Pn-overgang
Een pn-overgang (ook p-n-overgang, PN-overgang of anders) is het grensgebied rond de overgang van n-gedoteerd (negatief) naar p-gedoteerd (positief) halfgeleidermateriaal. Een pn-overgang vormt een sperlaag of uitputtingszone tussen het p-type en n-type materiaal. Een groot deel van de halfgeleidertechnologie berust op de eigenschappen van een pn-overgang. Bijvoorbeeld bij de led (light emitting diode) is er een pn-overgang van de kathode (min) naar de anode (plus). Deze overgang wordt aangeduid als junctie (Engels: junction).
Hoewel een pn-overgang in principe gemaakt kan worden door materiaal van het p-type in nauw contact te brengen met materiaal van het n-type, is dit praktisch moeilijk te realiseren. Men vormt daarom een pn-overgang door in een enkel stukje van het basismateriaal gebieden van verschillende dotering te creëren, en wel zo dat in één deel de p-dotering overheerst en in een ander deel de n-dotering. De grens tussen beide vormt een pn-overgang.